# Montreal International Musical Competition
Die Montreal International Musical Competition  (französisch: Concours Musical International de Montréal) ist ein internationaler Musikwettbewerb für Violine, Klavier und Gesang, der jährlich in Montreal durchgeführt wird.

## Geschichte
Der Musikwettbewerb wurde 2001 vom französisch-kanadischen Sänger Joseph Rouleau und von André Bourbeau gegründet und 2002 zum ersten Mal veranstaltet. Die drei Disziplinen des Wettbewerbs – Gesang, Violine und Klavier – werden im Dreijahresrhythmus abwechselnd durchgeführt. Der erste Gesangswettbewerb fand 2002 statt, gefolgt von einem Violinwettbewerb im Jahr 2003 und einem Klavierwettbewerb im Jahr 2004. Seit Januar 2016 ist André Bourbeau Präsident der Montreal International Musical Competition und Christiane LeBlanc ist Executive & Artistic Director.

## Organisation
Jeder Wettbewerb besteht aus vier Runden: In einer Vorrunde (basierend auf Videoaufnahmen) werden mindestens 24 Teilnehmer des Wettbewerbs ausgewählt und zur Teilnahme nach Montreal eingeladen. Die Gewinner des Wettbewerbs werden über ein Viertelfinale, ein Halbfinale und ein Finale ermittelt. Die Preisträger erhalten Geldpreise.
Viele erfolgreiche Konzertkünstler der Gegenwart haben am Wettbewerb teilgenommen, darunter die Sopranistin Measha Brueggergosman, die Pianisten Nareh Argamenyan und Beatrice Rana, der Bassbariton Philippe Sly und der Geiger Benjamin Beilman.
Seit dem 7. Mai 2004 ist die Montreal International Musical Competition Mitglied der World Federation of International Music Competitions.

## Wettbewerbe

### 2002
Die 1. Montreal International Musical Competition war ein Gesangswettbewerb. Der Hauptpreis wurde von Measha Brueggergosman gewonnen.
Preisträger
| Preisträger der 1. Montreal International Musical Competition | Preisträger der 1. Montreal International Musical Competition | Preisträger der 1. Montreal International Musical Competition | Preisträger der 1. Montreal International Musical Competition |
| Platz                                                         | Wettbewerbsteilnehmer                                         | Land                                                          | Stimmlage                                                     |
| ------------------------------------------------------------- | ------------------------------------------------------------- | ------------------------------------------------------------- | ------------------------------------------------------------- |
| 1.                                                            | Measha Brueggergosman                                         | Kanada                                                        | Sopran                                                        |
| 2.                                                            | Burak Bilgili                                                 | Türkei                                                        | Bass                                                          |
| 3.                                                            | Joseph Kaiser                                                 | Kanada                                                        | Bariton                                                       |
| 4.                                                            | Mélanie Boisvert                                              | Kanada                                                        | Sopran                                                        |
| 5.                                                            | Daesan No                                                     | Südkorea                                                      | Bariton                                                       |
| 6.                                                            | John Matz                                                     | Vereinigte Staaten                                            | Tenor                                                         |

Sonderpreise
- Publikumspreis
  - Measha Brueggergosman (Sopran),  Kanada
- Jean A. Chalmers-Preis (bester kanadischer Kandidat)
  - Measha Brueggergosman (Sopran),  Kanada
- Joseph Rouleau-Preis (bester Kandidat aus Quebec)
  - Joseph Kaiser (Bariton),  Kanada
- Preis für die beste Interpretation eines unveröffentlichten Werkes
  - Measha Brueggergosman (Sopran),  Kanada

### 2003
Die 2. Montreal International Musical Competition war ein Violinwettbewerb. Der Hauptpreis wurde von Yossif Ivanov gewonnen.
Preisträger
| Preisträger der 2. Montreal International Musical Competition | Preisträger der 2. Montreal International Musical Competition | Preisträger der 2. Montreal International Musical Competition |
| Platz                                                         | Wettbewerbsteilnehmer                                         | Land                                                          |
| ------------------------------------------------------------- | ------------------------------------------------------------- | ------------------------------------------------------------- |
| 1.                                                            | Yossif Ivanov                                                 | Belgien                                                       |
| 2.                                                            | Alexis Cardenas                                               | Venezuela                                                     |
| 3.                                                            | Matthieu Arama                                                | Frankreich                                                    |
| 4.                                                            | Nicolas Koeckert                                              | Deutschland                                                   |
| 5.                                                            | Oleg Kashiv                                                   | Ukraine                                                       |
| 6.                                                            | Julia Sakharova                                               | Russland                                                      |

Sonderpreise
- „Tribute to Arthur LeBlanc“ (Publikumspreis)
  - Alexis Cardenas,  Venezuela
- CBC Galaxie Rising Stars-Preis (bester kanadischer Kandidat)
  - Sarah Pratt,  Kanada
- Joseph Rouleau Prize (bester Kandidat aus Quebec)
  - Jean-Sébastien Roy,  Kanada
- Preis für die beste Interpretation eines unveröffentlichten Werkes
  - Diana Galvydyte,  Litauen

### 2004
Die 3. Montreal International Musical Competition war ein Klavierwettbewerb. Der Hauptpreis wurde von Sergei Salov gewonnen.
Preisträger
| Preisträger der 3. Montreal International Musical Competition | Preisträger der 3. Montreal International Musical Competition | Preisträger der 3. Montreal International Musical Competition |
| Platz                                                         | Wettbewerbsteilnehmer                                         | Land                                                          |
| ------------------------------------------------------------- | ------------------------------------------------------------- | ------------------------------------------------------------- |
| 1.                                                            | Sergei Salov                                                  | Ukraine                                                       |
| 2.                                                            | David Fray                                                    | Frankreich                                                    |
| 3.                                                            | Daria Rabotkina                                               | Russland                                                      |
| 4.                                                            | Spencer Myer                                                  | Vereinigte Staaten                                            |
| 5.                                                            | Natalia Zagalskaia                                            | Russland                                                      |
| 6.                                                            | Darrett Zusko                                                 | Kanada                                                        |

Sonderpreise
- „Tribute to André Mathieu“ (Publikumspreis)
  - Sergei Solov,  Ukraine
- CBC Galaxie Rising Stars-Preis (bester kanadischer Kandidat)
  - Darrett Zusko,  Kanada
- Joseph Rouleau-Preis (bester Kandidat aus Quebec)
  - Matthieu Fortin,  Kanada
- Preis für die beste Interpretation eines unveröffentlichten Werkes
  - David Fray,  Frankreich

### 2005
Die 4. Montreal International Musical Competition war ein Gesangswettbewerb. Der Hauptpreis wurde von Sin Nyung Hwang gewonnen.
Preisträger
| Preisträger der 4. Montreal International Musical Competition | Preisträger der 4. Montreal International Musical Competition | Preisträger der 4. Montreal International Musical Competition | Preisträger der 4. Montreal International Musical Competition |
| Platz                                                         | Wettbewerbsteilnehmer                                         | Land                                                          | Stimmlage                                                     |
| ------------------------------------------------------------- | ------------------------------------------------------------- | ------------------------------------------------------------- | ------------------------------------------------------------- |
| 1.                                                            | Sin Nyung Hwang                                               | Südkorea                                                      | Sopran                                                        |
| 2.                                                            | Peter McGillivray                                             | Kanada                                                        | Bariton                                                       |
| 3.                                                            | Elena Xanthoudakis                                            | Australien                                                    | Sopran                                                        |
| 4. (ex aequo)                                                 | Phillip Addis                                                 | Kanada                                                        | Bariton                                                       |
| 4. (ex aequo)                                                 | Anna Kasyan                                                   | Armenien                                                      | Sopran                                                        |
| 6.                                                            | Chantal Dionne                                                | Kanada                                                        | Sopran                                                        |

Sonderpreise
- „Tribute to Richard Verreau“ (Publikumspreis)
  - Lauren Skuce (Sopran),  Vereinigte Staaten
- Jean A. Chalmers-Preis (bester kanadischer Kandidat)
  - Peter McGillivray (Bariton),  Kanada
- CBC Galaxie Rising Stars-Preis (bester kanadischer Opernsänger)
  - Phillip Addis (Bariton),  Kanada
- Joseph Rouleau-Preis (bester Kandidat aus Quebec)
  - Phillip Addis (Bariton),  Kanada
- Preis für die beste Interpretation eines kanadischen Werkes
  - Elena Xanthoudakis (Sopran),  Australien

### 2006
Die 5. Montreal International Musical Competition war ein Violinwettbewerb. Der Hauptpreis wurde von Jinjoo Cho gewonnen.
Preisträger
| Preisträger der 5. Montreal International Musical Competition | Preisträger der 5. Montreal International Musical Competition | Preisträger der 5. Montreal International Musical Competition |
| Platz                                                         | Wettbewerbsteilnehmer                                         | Land                                                          |
| ------------------------------------------------------------- | ------------------------------------------------------------- | ------------------------------------------------------------- |
| 1.                                                            | Jinjoo Cho                                                    | Südkorea                                                      |
| 2.                                                            | Ye-Eun Choi                                                   | Südkorea                                                      |
| 3.                                                            | Marcus Tanneberger                                            | Deutschland                                                   |
| 4.                                                            | Corrine Chapelle                                              | Vereinigte Staaten                                            |
| 5.                                                            | Mayuko Kamio                                                  | Japan                                                         |
| 6.                                                            | Dan Zhu                                                       | Volksrepublik China                                           |

Sonderpreise
- „Tribute to Gilles Lefebvre“ (Publikumspreis)
  - Jinjoo Cho,  Südkorea
- CBC Galaxie Rising Stars-Preis (bester kanadischer Kandidat)
  - Nikki Chooi,  Kanada
- Joseph Rouleau-Preis (bester Kandidat aus Quebec)
  - Jean-Sébastien Roy,  Kanada
- Preis für die beste Interpretation eines kanadischen Werkes
  - Ye-Eun Choi,  Südkorea

### 2007
Die 6. Montreal International Musical Competition war ein Gesangswettbewerb. Der Hauptpreis wurde von Marianne Fiset gewonnen.
Preisträger
| Preisträger der 6. Montreal International Musical Competition | Preisträger der 6. Montreal International Musical Competition | Preisträger der 6. Montreal International Musical Competition | Preisträger der 6. Montreal International Musical Competition |
| Platz                                                         | Wettbewerbsteilnehmer                                         | Land                                                          | Stimmlage                                                     |
| ------------------------------------------------------------- | ------------------------------------------------------------- | ------------------------------------------------------------- | ------------------------------------------------------------- |
| 1.                                                            | Marianne Fiset                                                | Kanada                                                        | Sopran                                                        |
| 2.                                                            | Steven Ebel                                                   | Vereinigte Staaten                                            | Tenor                                                         |
| 3.                                                            | Evgenia Grekova                                               | Russland                                                      | Sopran                                                        |
| 4.                                                            | Julie Boulianne                                               | Kanada                                                        | Mezzosopran                                                   |
| 5.                                                            | Leticia Brewer                                                | Kanada                                                        | Sopran                                                        |
| 6.                                                            | Peter Barrett                                                 | Kanada                                                        | Bariton                                                       |

Sonderpreise
- „Tribute to Leopold Simoneau“ (Publikumspreis)
  - Marianne Fiset (Sopran),  Kanada
- Jean A. Chalmers-Preis (bester kanadischer Kandidat)
  - Marianne Fiset (Sopran),  Kanada
- Poulenc French Song-Preis (beste Interpretation eines französischen Liedes)
  - Marianne Fiset (Sopran),  Kanada
- Joseph Rouleau-Preis (bester Kandidat aus Quebec)
  - Marianne Fiset (Sopran),  Kanada
- Preis für die beste Interpretation eines kanadischen Werkes
  - Susanne Ellen Kirchesch (Sopran),  Deutschland

### 2008
Die 7. Montreal International Musical Competition war ein Klavierwettbewerb. Der Hauptpreis wurde von Nareh Arghamanyan gewonnen.
Preisträger
| Preisträger der 7. Montreal International Musical Competition | Preisträger der 7. Montreal International Musical Competition | Preisträger der 7. Montreal International Musical Competition |
| Platz                                                         | Wettbewerbsteilnehmer                                         | Land                                                          |
| ------------------------------------------------------------- | ------------------------------------------------------------- | ------------------------------------------------------------- |
| 1.                                                            | Nareh Arghamanyan                                             | Armenien                                                      |
| 2. (ex aequo)                                                 | Alexandre Moutouzkine                                         | Russland                                                      |
| 2. (ex aequo)                                                 | Masataka Takada                                               | Japan                                                         |

Sonderpreise
- Preis für die beste Interpretation eines kanadischen Werkes
  - Nareh Arghamanyan,  Armenien
- „Tribute to Yvonne Hubert“ (Publikumspreis)
  - Nareh Arghamanyan,  Armenien
- Joseph Rouleau-Preis (bester Kandidat aus Quebec)
  - Marie-Hélène Trempe,  Kanada
- Preis für den besten kanadischen Künstler
  - Sergei Saratovsky,  Kanada

### 2009
Die 8. Montreal International Musical Competition war ein Gesangswettbewerb. Der Hauptpreis wurde von Angela Meade gewonnen.
Preisträger
| Preisträger der 8. Montreal International Musical Competition | Preisträger der 8. Montreal International Musical Competition | Preisträger der 8. Montreal International Musical Competition | Preisträger der 8. Montreal International Musical Competition |
| Platz                                                         | Wettbewerbsteilnehmer                                         | Land                                                          | Stimmlage                                                     |
| ------------------------------------------------------------- | ------------------------------------------------------------- | ------------------------------------------------------------- | ------------------------------------------------------------- |
| 1.                                                            | Angela Meade                                                  | Vereinigte Staaten                                            | Sopran                                                        |
| 2.                                                            | Yannick-Muriel Noah                                           | Kanada                                                        | Sopran                                                        |
| 3.                                                            | Andrew Garland                                                | Vereinigte Staaten                                            | Bariton                                                       |

Sonderpreise
- „Tribute to André Turp“ (Publikumspreis)
  - Angela Meade (Sopran),  Vereinigte Staaten
- Preis für den besten kanadischen Künstler
  - Yannick-Muriel Noah (Sopran),  Kanada
- Joseph Rouleau-Preis (bester Kandidat aus Quebec)
  - Charlotte Corwin (Sopran),  Kanada
- Preis für die beste Interpretation eines kanadischen Werkes
  - Andrew Garland (Baritone),  Vereinigte Staaten

### 2010
Die 9. Montreal International Musical Competition war ein Violinwettbewerb. Der Hauptpreis wurde von Benjamin Beilman gewonnen.
Preisträger
| Preisträger der 9. Montreal International Musical Competition | Preisträger der 9. Montreal International Musical Competition | Preisträger der 9. Montreal International Musical Competition |
| Platz                                                         | Wettbewerbsteilnehmer                                         | Land                                                          |
| ------------------------------------------------------------- | ------------------------------------------------------------- | ------------------------------------------------------------- |
| 1.                                                            | Benjamin Beilman                                              | Vereinigte Staaten                                            |
| 2.                                                            | Korbinian Altenberger                                         | Deutschland                                                   |
| 3.                                                            | Nikita Borisoglebsky                                          | Russland                                                      |
| Finalist                                                      | Noah Bendix-Balgley                                           | Vereinigte Staaten                                            |
| Finalist                                                      | Jaeyoung Kim                                                  | Südkorea                                                      |
| Finalist                                                      | Kyoko Yonemoto                                                | Japan                                                         |

Sonderpreise
- Radio-Canada Publikumspreis
  - Benjamin Beilman,  Vereinigte Staaten
- Preis für den besten kanadischen Künstler
  - Nikki Chooi,  Kanada
- Joseph Rouleau-Preis (für den besten Künstler aus Quebec)
  - Boson Mo,  Kanada
- Preis für die beste Interpretation eines kanadischen Werkes
  - Nikita Borisoglebsky,  Russland

### 2011
Die 10. Montreal International Musical Competition war ein Klavierwettbewerb. Der Hauptpreis wurde von Beatrice Rana gewonnen.
Preisträger
| Preisträger der 10. Montreal International Musical Competition | Preisträger der 10. Montreal International Musical Competition | Preisträger der 10. Montreal International Musical Competition |
| Platz                                                          | Wettbewerbsteilnehmer                                          | Land                                                           |
| -------------------------------------------------------------- | -------------------------------------------------------------- | -------------------------------------------------------------- |
| 1.                                                             | Beatrice Rana                                                  | Italien                                                        |
| 2.                                                             | Lindsay Garritson                                              | Vereinigte Staaten                                             |
| 3.                                                             | Henry Kramer                                                   | Vereinigte Staaten                                             |
| Finalist                                                       | Yulia Chaplina                                                 | Russland                                                       |
| Finalist                                                       | Zheeyoung Moon                                                 | Südkorea                                                       |
| Finalist                                                       | Jong Ho Won                                                    | Südkorea                                                       |

Sonderpreise
- Radio-Canada Publikumspreis
  - Beatrice Rana,  Italien
- Preis für die beste Interpretation eines kanadischen Werkes
  - Beatrice Rana,  Italien
- Preis für den besten kanadischen Künstler
  - Tina Chong,  Kanada
- Joseph Rouleau-Preis (für den besten Künstler aus Quebec)
  - Steven Massicotte,  Kanada

### 2012
Die 11. Montreal International Musical Competition war ein Gesangswettbewerb. Der Hauptpreis wurde von Philippe Sly gewonnen.
Preisträger
| Preisträger der 11. Montreal International Musical Competition | Preisträger der 11. Montreal International Musical Competition | Preisträger der 11. Montreal International Musical Competition | Preisträger der 11. Montreal International Musical Competition |
| Platz                                                          | Wettbewerbsteilnehmer                                          | Land                                                           | Stimmlage                                                      |
| -------------------------------------------------------------- | -------------------------------------------------------------- | -------------------------------------------------------------- | -------------------------------------------------------------- |
| 1.                                                             | Philippe Sly                                                   | Kanada                                                         | Bassbariton                                                    |
| 2.                                                             | Olga Kindler                                                   | Schweiz                                                        | Sopran                                                         |
| 3.                                                             | John Brancy                                                    | Vereinigte Staaten                                             | Bariton                                                        |
| Finalist                                                       | Won Whi Choi                                                   | Südkorea                                                       | Tenor                                                          |
| Finalist                                                       | Emily Duncan-Brown                                             | Kanada                                                         | Sopran                                                         |
| Finalist                                                       | Yuri Gorodetski                                                | Belarus                                                        | Tenor                                                          |
| Finalist                                                       | Sidney Outlaw                                                  | Vereinigte Staaten                                             | Bariton                                                        |
| Finalist                                                       | Andréanne Paquin                                               | Kanada                                                         | Sopran                                                         |

Sonderpreise
- Radio-Canada Publikumspreis
  - Philippe Sly (Bassbariton),  Kanada
- Preis für die beste Interpretation eines kanadischen Werkes
  - Philippe Sly (Bassbariton),  Kanada
- Preis für den besten kanadischen Künstler
  - Philippe Sly (Bassbariton),  Kanada
- Joseph Rouleau-Preis (für den besten Künstler aus Quebec)
  - Philippe Sly (Bassbariton),  Kanada
- Atma Classique-Preis für eine CD-Aufnahme
  - Yuri Gorodetski (Tenor),  Belarus

### 2013
Die 12. Montreal International Musical Competition war ein Violinwettbewerb. Der Hauptpreis wurde von Marc Bouchkov gewonnen.
Preisträger
| Preisträger der 12. Montreal International Musical Competition | Preisträger der 12. Montreal International Musical Competition | Preisträger der 12. Montreal International Musical Competition |
| Platz                                                          | Wettbewerbsteilnehmer                                          | Land                                                           |
| -------------------------------------------------------------- | -------------------------------------------------------------- | -------------------------------------------------------------- |
| 1.                                                             | Marc Bouchkov                                                  | Belgien                                                        |
| 2.                                                             | Steven Waarts                                                  | Vereinigte Staaten                                             |
| 3.                                                             | Zeyu Victor Li                                                 | Volksrepublik China                                            |
| Finalist                                                       | Chi Li                                                         | Taiwan                                                         |
| Finalist                                                       | Ji Young Lim                                                   | Südkorea                                                       |
| Finalist                                                       | Fédor Roudine                                                  | Frankreich                                                     |

Sonderpreise
- Radio-Canada Publikumspreis
  - Stephen Waarts,  Vereinigte Staaten
- Preis für die beste Interpretation eines kanadischen Werkes
  - Luke Hsu,  Vereinigte Staaten
- Wilder & Davis-Preis für das beste Rezital im Semifinale
  - Marc Bouchkov,  Belgien

### 2014
Die 13. Montreal International Musical Competition war ein Klavierwettbewerb. Der Hauptpreis wurde von Jayson Gillham gewonnen.
Preisträger
| Preisträger der 13. Montreal International Musical Competition | Preisträger der 13. Montreal International Musical Competition | Preisträger der 13. Montreal International Musical Competition |
| Platz                                                          | Wettbewerbsteilnehmer                                          | Land                                                           |
| -------------------------------------------------------------- | -------------------------------------------------------------- | -------------------------------------------------------------- |
| 1.                                                             | Jayson Gillham                                                 | Australien Vereinigtes Königreich                              |
| 2.                                                             | Charles Richard-Hamelin                                        | Kanada                                                         |
| 3.                                                             | Annika Treutler                                                | Deutschland                                                    |
| Finalist                                                       | Kate Liu                                                       | Vereinigte Staaten                                             |
| Finalist                                                       | Xiaoyu Liu                                                     | Kanada                                                         |
| Finalist                                                       | Alexander Ullman                                               | Vereinigtes Königreich                                         |

Sonderpreise
- Radio-Canada Publikumspreis
  - Jayson Gillham,  Australien  Vereinigtes Königreich
- Preis für die beste Interpretation eines kanadischen Werkes
  - Jayson Gillham,  Australien  Vereinigtes Königreich
- André Bourbeau-Preis (für den besten kanadischen Künstler)
  - Charles Richard Hamelin,  Kanada

### 2015
Die 14. Montreal International Musical Competition war ein Gesangswettbewerb. Der Hauptpreis wurde von Keonwoo Kim gewonnen.
Preisträger
| Preisträger der 14. Montreal International Musical Competition | Preisträger der 14. Montreal International Musical Competition | Preisträger der 14. Montreal International Musical Competition | Preisträger der 14. Montreal International Musical Competition |
| Platz                                                          | Wettbewerbsteilnehmer                                          | Land                                                           | Stimmlage                                                      |
| -------------------------------------------------------------- | -------------------------------------------------------------- | -------------------------------------------------------------- | -------------------------------------------------------------- |
| 1.                                                             | Keonwoo Kim                                                    | Südkorea                                                       | Tenor                                                          |
| 2.                                                             | Hyesang Park                                                   | Südkorea                                                       | Sopran                                                         |
| 3.                                                             | France Bellemare                                               | Kanada                                                         | Sopran                                                         |
| Finalist                                                       | Anaïs Constans                                                 | Frankreich                                                     | Sopran                                                         |
| Finalist                                                       | Vasil Garvanliev                                               | Nordmazedonien                                                 | Bariton                                                        |
| Finalist                                                       | Takaoki Onishi                                                 | Japan                                                          | Bariton                                                        |

Sonderpreise
- Radio-Canada Publikumspreis
  - Hyesang Park (Sopran),  Südkorea
- André Bourbeau-Preis (für den besten kanadischen Künstler)
  - France Bellemare (Sopran),  Kanada
- Joseph Rouleau-Preis (für den besten Künstler aus Quebec)
  - France Bellemare (Sopran),  Kanada
- Preis für das beste Rezital im Semifinale
  - Anaïs Constans (Sopran),  Frankreich

### 2016
Die 15. Montreal International Musical Competition war ein Violinwettbewerb. Der Hauptpreis wurde von Ayana Tsuji gewonnen.
Preisträger
| Preisträger der 15. Montreal International Musical Competition | Preisträger der 15. Montreal International Musical Competition | Preisträger der 15. Montreal International Musical Competition |
| Platz                                                          | Wettbewerbsteilnehmer                                          | Land                                                           |
| -------------------------------------------------------------- | -------------------------------------------------------------- | -------------------------------------------------------------- |
| 1.                                                             | Ayana Tsuji                                                    | Japan                                                          |
| 2.                                                             | Bomsori Kim                                                    | Südkorea                                                       |
| 3.                                                             | Minami Yoshida                                                 | Japan                                                          |
| Finalist                                                       | Petteri Iivonen                                                | Finnland                                                       |
| Finalist                                                       | Ji Won Song                                                    | Südkorea                                                       |
| Finalist                                                       | Fedor Rudin                                                    | Russland                                                       |

Sonderpreise
- Radio-Canada Publikumspreis
  - Bomsori Kim,  Südkorea
- André-Bachand-Preis für die beste Interpretation eines kanadischen Werkes im Semifinale
  - Ayana Tsuji,  Japan
- Preis für das beste Rezital im Semifinale
  - Ayana Tsuji,  Japan
- Preis für die beste Interpretation einer Sonate im Semifinale
  - Ayana Tsuji,  Japan
- Bach-Preis für die beste Interpretation eines Werkes von J. S. Bach im Viertelfinale
  - Ayana Tsuji,  Japan
- Paganini-Preis für die beste Interpretation eines Capriccio von Paganini im Viertelfinale
  - Ayana Tsuji,  Japan
- Preise für die drei nicht nominierten Finalisten
  - Petteri Iivonen,  Finnland
  - Fedor Rudin,  Russland
  - Ji Won Song,  Südkorea

### 2017
Die 16. Montreal International Musical Competition war ein Klavierwettbewerb. Der Hauptpreis wurde von Zoltán Fejévári gewonnen.
Preisträger
| Preisträger der 16. Montreal International Musical Competition | Preisträger der 16. Montreal International Musical Competition | Preisträger der 16. Montreal International Musical Competition |
| Platz                                                          | Wettbewerbsteilnehmer                                          | Land                                                           |
| -------------------------------------------------------------- | -------------------------------------------------------------- | -------------------------------------------------------------- |
| 1.                                                             | Zoltán Fejévári                                                | Ungarn                                                         |
| 2.                                                             | Giuseppe Guarrera                                              | Italien                                                        |
| 3.                                                             | Stefano Andreatta                                              | Italien                                                        |
| Finalist                                                       | Albert Cano Smit                                               | Spanien                                                        |
| Finalist                                                       | Yajin Noh                                                      | Südkorea                                                       |
| Finalist                                                       | Jinhyung Park                                                  | Südkorea                                                       |

Sonderpreise
- Radio-Canada Publikumspreis
  - Giuseppe Guarrera,  Italien
- André-Bachand-Preis für die beste Interpretation eines kanadischen Werkes im Semifinale
  - Giuseppe Guarrera,  Italien
- Preis für das beste Rezital im Semifinale
  - Giuseppe Guarrera,  Italien
- Chopin-Preis für die beste Interpretation eines Werkes von Frédéric Chopin für Klavier
  - Giuseppe Guarrera,  Italien
- Bach-Preis für die beste Interpretation eines Werkes von J.S. Bach im Viertelfinale
  - Giuseppe Guarrera,  Italien
- Preise für die drei nicht nominierten Finalisten
  - Albert Cano Smit,  Spanien
  - Yajin Noh,  Südkorea
  - Jinhyung Park,  Südkorea

### 2018
Die 17. Montreal International Musical Competition war ein Gesangswettbewerb. Preisträger wurden in den Bereichen Kunstlied und Arie ermittelt. Der Hauptpreis im Bereich Kunstlied wurde von John Brancy gewonnen. Im Bereich Arie war Mario Bahg der Sieger.
Preisträger Kunstlied
| Preisträger der 17. Montreal International Musical Competition | Preisträger der 17. Montreal International Musical Competition | Preisträger der 17. Montreal International Musical Competition | Preisträger der 17. Montreal International Musical Competition |
| Platz                                                          | Wettbewerbsteilnehmer                                          | Land                                                           | Stimmlage                                                      |
| -------------------------------------------------------------- | -------------------------------------------------------------- | -------------------------------------------------------------- | -------------------------------------------------------------- |
| 1.                                                             | John Brancy                                                    | Vereinigte Staaten                                             | Bariton                                                        |
| 2.                                                             | Julien Van Mellaerts                                           | Neuseeland                                                     | Bariton                                                        |
| 3.                                                             | Clara Osowski                                                  | Vereinigte Staaten                                             | Mezzosopran                                                    |

Sonderpreise
- French Mélodie Award
  - John Brancy,  Vereinigte Staaten
- German Lied Award
  - Julien Van Mellaerts,  Neuseeland
- ‚John Newmark‘ Best Collaborative Pianist Award
  - João Araujo,  Portugal
- OFQJ 50th Award
  - Magali Simard-Galdès,  Kanada
- Best Canadian Artist Award
  - Rihab Chaieb,  Kanada  Tunesien
- Radio-Canada People’s Choice Award
  - Clara Osowski,  Vereinigte Staaten

Preisträger Arie
| Preisträger der 17. Montreal International Musical Competition | Preisträger der 17. Montreal International Musical Competition | Preisträger der 17. Montreal International Musical Competition | Preisträger der 17. Montreal International Musical Competition |
| Platz                                                          | Wettbewerbsteilnehmer                                          | Land                                                           | Stimmlage                                                      |
| -------------------------------------------------------------- | -------------------------------------------------------------- | -------------------------------------------------------------- | -------------------------------------------------------------- |
| 1.                                                             | Mario Bahg                                                     | Südkorea                                                       | Tenor                                                          |
| 2.                                                             | Emily D’Angelo                                                 | Kanada Italien                                                 | Mezzosopran                                                    |
| 3.                                                             | Konstantin Lee                                                 | Südkorea                                                       | Tenor                                                          |

Sonderpreise
- Opera Aria Award
  - Mario Bahg,  Südkorea
- Oratorio Award
  - Andrew Haji,  Kanada
- Radio-Canada People’s Choice Award
  - Emily D’Angelo,  Kanada
- Best Canadian Artist Award
  - Emily D’Angelo,  Kanada

### 2019
Die 18. Montreal International Musical Competition war ein Violinwettbewerb. Der Hauptpreis wurde von Hao Zhou gewonnen.
Preisträger
| Preisträger der 18. Montreal International Musical Competition | Preisträger der 18. Montreal International Musical Competition | Preisträger der 18. Montreal International Musical Competition |
| Platz                                                          | Wettbewerbsteilnehmer                                          | Land                                                           |
| -------------------------------------------------------------- | -------------------------------------------------------------- | -------------------------------------------------------------- |
| 1.                                                             | Hao Zhou                                                       | Vereinigte Staaten                                             |
| 2.                                                             | Johanna Pichlmair                                              | Österreich                                                     |
| 3.                                                             | Fumika Mohri                                                   | Frankreich                                                     |

Sonderpreise
- Radio-Canada Publikumspreis
  - Hao Zhou,  Vereinigte Staaten
- André-Bachand-Preis für die beste Interpretation eines kanadischen Werkes im Semifinale
  - Johanna Pichlmair,  Österreich
- Preis für die beste Interpretation einer Sonate im Semifinale
  - Anna Lee,  Vereinigte Staaten /  Südkorea
- Bach-Preis für die beste Interpretation eines Werkes von J. S. Bach im Viertelfinale
  - Johanna Pichlmair,  Österreich

### 2020
Aufgrund der Ausgangsbeschränkungen durch die COVID-19-Pandemie und der Schließung internationaler Grenzen konnte die 19. Montreal International Musical Competition nicht stattfinden. Stattdessen gaben die ausgewählten Teilnehmer vom 4. bis 18. Mai 2020 jeden Tag von ihren jeweiligen Standorten aus kurze Konzerte im Vorfeld des Wettbewerbs, der auf 2021 verschoben wurde.

### 2021
Die 20. Montreal International Musical Competition war ein Klavierwettbewerb. Der Hauptpreis wurde von Sukyeon Kim gewonnen.
Preisträger
| Preisträger der 20. Montreal International Musical Competition | Preisträger der 20. Montreal International Musical Competition | Preisträger der 20. Montreal International Musical Competition |
| Platz                                                          | Wettbewerbsteilnehmer                                          | Land                                                           |
| -------------------------------------------------------------- | -------------------------------------------------------------- | -------------------------------------------------------------- |
| 1.                                                             | Sukyeon Kim                                                    | Südkorea                                                       |
| 2.                                                             | Yoichiro Chiba                                                 | Japan                                                          |
| 3.                                                             | Dimitri Malignan                                               | France                                                         |

Sonderpreise
| Preis                                                                                 | Gewinner                                                             | Land                                                   |
| ------------------------------------------------------------------------------------- | -------------------------------------------------------------------- | ------------------------------------------------------ |
| ICI Musique-Publikumspreis                                                            | Dimitri Malignan                                                     | Frankreich                                             |
| André-Bourbeau-Preis für den besten kanadischen Künstler                              | Alice Burla                                                          | Kanada                                                 |
| Bita Cattelan-Preis für philanthropisches Engagement                                  | Anna Han                                                             | Vereinigte Staaten                                     |
| André-Bachand-Preis für die beste Aufführung des kanadischen Musikstücks              | Alice Burla                                                          | Kanada                                                 |
| Festival Bach Montréal Award für die beste Interpretation eines Werkes von J. S. Bach | Dimitri Malignan                                                     | Frankreich                                             |
| CMIM-Stipendien für die fünf nicht platzierten Finalisten                             | Alice Burla Francesco Granata Ying Li Chaeyoung Park Marcel Tadokoro | Kanada Italien Volksrepublik China Südkorea Frankreich |

### 2022
Die 21. Montreal International Musical Competition war ein Gesangswettbewerb und bestand aus zwei Kategorien – Arie und Kunstlied. Den ersten Preis in der Kategorie Arie gewann Simone McIntosh. Den ersten Preis in der Kategorie Kunstlied gewann Meredith Wohlgemuth.
Preisträger Arie
| Preisträger der 21. Montreal International Musical Competition | Preisträger der 21. Montreal International Musical Competition | Preisträger der 21. Montreal International Musical Competition |
| Platz                                                          | Wettbewerbsteilnehmer                                          | Land                                                           |
| -------------------------------------------------------------- | -------------------------------------------------------------- | -------------------------------------------------------------- |
| 1.                                                             | Simone McIntosh                                                | Kanada                                                         |
| 2.                                                             | Sarah Dufresne                                                 | Kanada                                                         |
| 3.                                                             | Valerie Eickhoff                                               | Deutschland                                                    |

Preisträger Kunstlied
| Preisträger der 21. Montreal International Musical Competition | Preisträger der 21. Montreal International Musical Competition | Preisträger der 21. Montreal International Musical Competition |
| Platz                                                          | Wettbewerbsteilnehmer                                          | Land                                                           |
| -------------------------------------------------------------- | -------------------------------------------------------------- | -------------------------------------------------------------- |
| 1.                                                             | Meredith Wohlgemuth                                            | Vereinigte Staaten                                             |
| 2.                                                             | Harriet Burns                                                  | Vereinigtes Königreich                                         |
| 3.                                                             | Bryan Murray                                                   | Vereinigte Staaten                                             |

Sonderpreise
| Preis                                                                    | Gewinner                       | Land                   |
| ------------------------------------------------------------------------ | ------------------------------ | ---------------------- |
| ICI Musique-Publikumspreis – Arie                                        | Nils Wanderer                  | Deutschland            |
| ICI Musique-Publikumspreis – Kunstlied                                   | Deepa Johnny                   | Kanada                 |
| Preis für den besten kanadischen Künstler – Arie                         | Simone McIntosh                | Kanada                 |
| Preis für den besten kanadischen Künstler – Kunstlied                    | Deepa Johnny                   | Kanada                 |
| Preis für die beste Opernarie                                            | Simone McIntosh                | Kanada                 |
| Preis für das beste französische Kunstlied                               | Meredith Wohlgemuth            | Vereinigte Staaten     |
| Preis für das beste deutsche Kunstlied                                   | Harriet Burns                  | Vereinigtes Königreich |
| John Newmark-Preis für den besten Klavierbegleiter                       | Jinhee Park                    | Südkorea               |
| Bita Cattelan-Preis für philanthropisches Engagement                     | Adanya Dunn                    | Bulgarien / Kanada     |
| André-Bachand-Preis für die beste Aufführung des kanadischen Musikstücks | Michael Lafferty               | Vereinigtes Königreich |
| Lieblingspreis der Montrealer Studenten                                  | Simone McIntosh Sarah Dufresne | Kanada                 |
| CMIM-Stipendien für zwei nicht platzierte Finalisten                     | Nils Wanderer Hugo Laporte     | Deutschland Kanada     |

### 2023
Die 22. Montreal International Musical Competition war ein Violinwettbewerb. Der Hauptpreis wurde von Dmytro Udovychenko gewonnen.
Preisträger
| Preisträger der 20. Montreal International Musical Competition | Preisträger der 20. Montreal International Musical Competition | Preisträger der 20. Montreal International Musical Competition |
| Platz                                                          | Wettbewerbsteilnehmer                                          | Land                                                           |
| -------------------------------------------------------------- | -------------------------------------------------------------- | -------------------------------------------------------------- |
| 1.                                                             | Dmytro Udovychenko                                             | Ukraine                                                        |
| 2.                                                             | SongHa Choi                                                    | Südkorea                                                       |
| 3.                                                             | SooBeen Lee                                                    | Südkorea                                                       |

Sonderpreise
| Preis | Gewinner                                   | Land                                 |
| --- | ------------------------------------------ | ------------------------------------ |
| ICI Musique-Publikumspreis                                                                                                 | SongHa Choi                                | Südkorea                             |
| André-Bourbeau-Preis für den besten kanadischen Künstler                                                                   | Preis nicht vergeben                       |                                      |
| Preis für die beste Interpretation einer Sonate im Semifinale                                                              | SongHa Choi                                | Südkorea                             |
| André-Bachand-Preis für die beste Aufführung des kanadischen Musikstücks – L'inconnu.e bouleversant.e von Luna Pearl Woolf | SongHa Choi                                | Südkorea                             |
| Preis für die beste Interpretation eines Werkes von J. S. Bach                                                             | Dmytro Udovychenko                         | Ukraine                              |
| Preis für die beste Aufführung eines virtuosen Werkes                                                                      | Yesong Sophie Lee                          | Vereinigte Staaten                   |
| Bita Cattelan-Preis für philanthropisches Engagement                                                                       | Aaron Chan                                 | Kanada / Volksrepublik China         |
| CMIM-Stipendien für die drei nicht platzierten Finalisten                                                                  | Nathan Meltzer Michael Shaham Ruslan Talas | Vereinigte Staaten Israel Kasachstan |
| John Newmark-Preis für den besten Klavierbegleiter                                                                         | Umi Garrett                                | Vereinigte Staaten                   |

### 2024
Die 23. Montreal International Musical Competition war ein Klavierwettbewerb. Der Hauptpreis wurde von Jaeden Izik-Dzurko gewonnen.
Preisträger
| Preisträger der 20. Montreal International Musical Competition | Preisträger der 20. Montreal International Musical Competition | Preisträger der 20. Montreal International Musical Competition |
| Platz                                                          | Wettbewerbsteilnehmer                                          | Land                                                           |
| -------------------------------------------------------------- | -------------------------------------------------------------- | -------------------------------------------------------------- |
| 1.                                                             | Jaeden Izik-Dzurko                                             | Kanada                                                         |
| 2.                                                             | Gabriele Strata                                                | Italien                                                        |
| 3.                                                             | Anthony Ratinov                                                | Vereinigte Staaten                                             |

Sonderpreise
| Preis | Gewinner                                | Land                                                      |
| --- | --------------------------------------- | --------------------------------------------------------- |
| ICI Musique-Publikumspreis | Gabriele Strata                         | Italien                                                   |
| André-Bourbeau-Preis für den besten kanadischen Künstler | Jaeden Izik-Dzurko                      | Kanada                                                    |
| Preis für die beste Interpretation einer Sonate im Semifinale                                                                                                 | Jaeden Izik-Dzurko                      | Kanada                                                    |
| André-Bachand-Preis für die beste Aufführung des kanadischen Musikstücks – Mzizaakok Miiniwaa Mzizaakoonsak (Horseflies and Deerflies) von Barbara Assiginaak | Jaeden Izik-Dzurko                      | Kanada                                                    |
| Preis für die beste Kammermusik | Gabriele Strata                         | Italien                                                   |
| Juniorpreis der Jury | Jakub Kuszlik                           | Polen                                                     |
| Bita Cattelan-Preis für philanthropisches Engagement | Élisabeth Pion                          | Kanada                                                    |
| CMIM-Stipendien für die drei nicht platzierten Finalisten | Elias Ackerley Jakub Kuszlik Derek Wang | Vereinigtes Königreich/ Südkorea Polen Vereinigte Staaten |